# Berufsgenossenschaft Rohstoffe und chemische Industrie

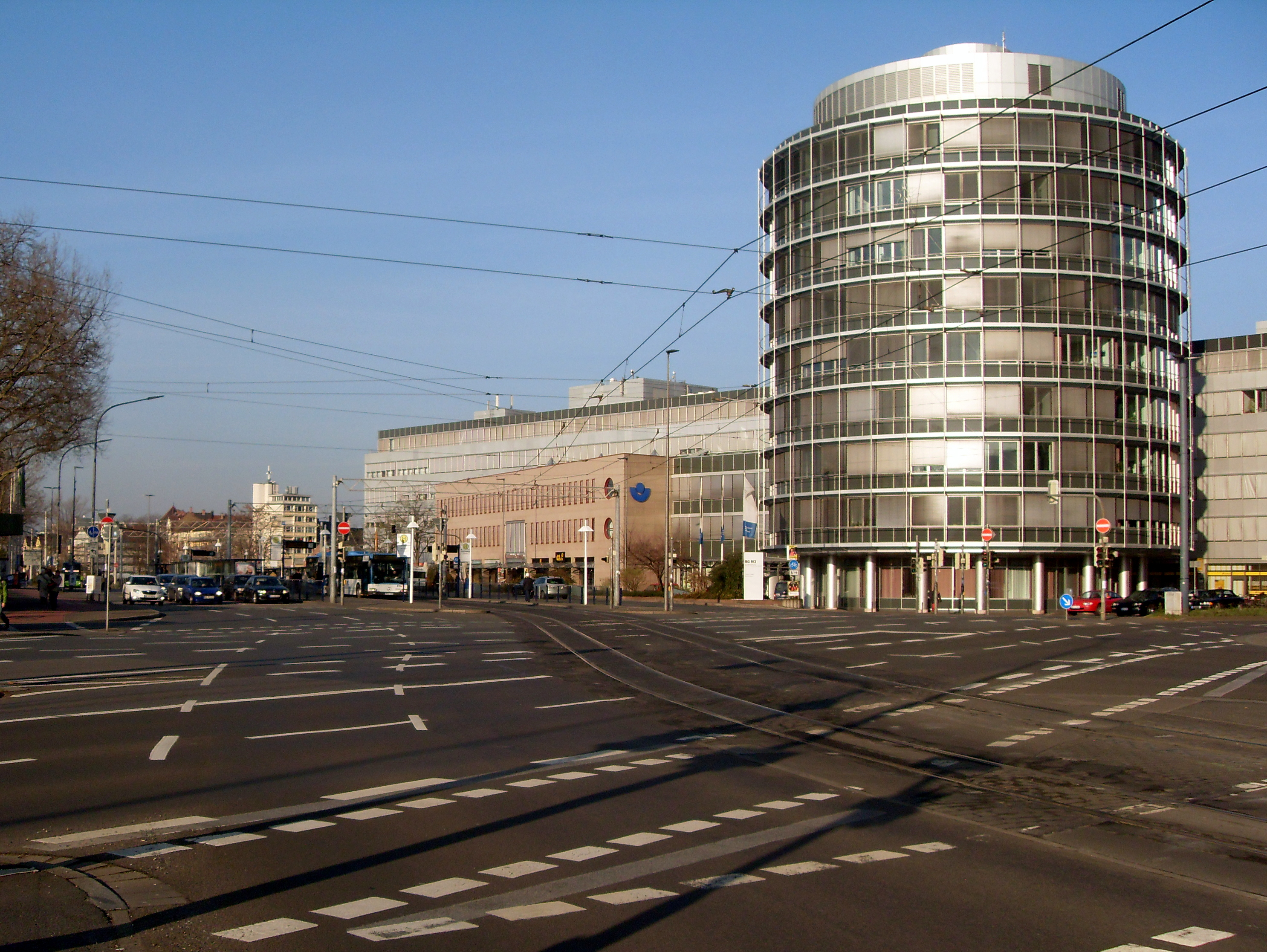
Hauptsitz in Heidelberg

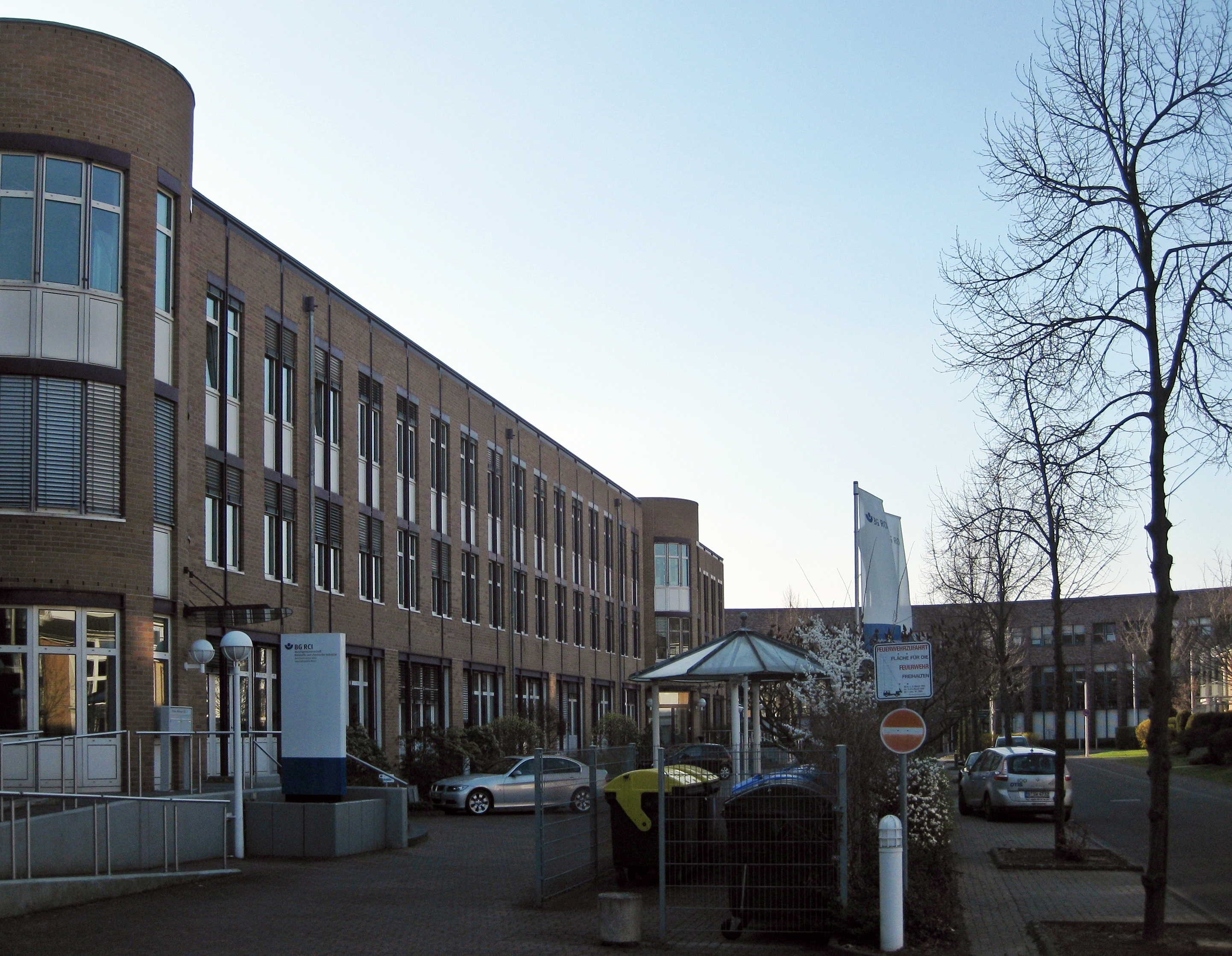
Geschäftsstelle Bonn (2012)

Die Berufsgenossenschaft Rohstoffe und chemische Industrie (BG RCI) ist ein gesetzlicher Unfallversicherungsträger und entstand am 1. Januar 2010 durch die Fusion der Bergbau-BG, Steinbruchs-BG, der Berufsgenossenschaft der chemischen Industrie und der BG-Verwaltungsgemeinschaft Mainz (Lederindustrie-BG, Zucker-BG, Papiermacher-BG). Die BG RCI ist zuständig für rund 37.000 Mitgliedsunternehmen mit ca. 1,7 Millionen Beschäftigten. Sitz der BG RCI ist Heidelberg. Die Standorte Bochum, Mainz und Langenhagen übernehmen neben Heidelberg ebenfalls zentrale Hauptverwaltungsaufgaben.

## Aufgaben
Die BG RCI betreut Unternehmen der Branchen Bergbau, Baustoffe – Steine – Erden, Chemische Industrie, Lederindustrie, Papierherstellung und Ausrüstung sowie Zucker und berät diese in Fragen der Arbeitssicherheit und des Gesundheitsschutzes. Sie hat als gewerbliche Berufsgenossenschaft den gesetzlichen Auftrag, Arbeitsunfälle sowie Berufskrankheiten und arbeitsbedingte Gesundheitsgefahren zu verhüten (Prävention). Bei Arbeitsunfällen, Wegeunfällen und Berufskrankheiten erbringt die Berufsgenossenschaft Leistungen zur Rehabilitation und Entschädigungsleistungen. Die Kosten der gesetzlichen Unfallversicherung trägt der Unternehmer allein. Im Gegenzug übernehmen die Berufsgenossenschaften in jenen Schadensfällen die privatrechtliche Haftung der Unternehmen (Haftungsablösung).
Die Präventionsabteilung Notfallmanagement der BG RCI dient der Qualifizierung, Beratung und sachverständige Untersuchungen. Ihr Ursprung liegt in der Gründung der ersten Hauptstelle für das Grubenrettungswesen im Jahre 1907 in Halle (Saale). An den inzwischen vier Standorten Clausthal-Zellerfeld, Recklinghausen, Hohenpeißenberg und Leipzig entwickelte sie sich seitdem weiter als Partner für Sicherheit in verschiedenen Industriezweigen auch außerhalb des Bergbaus.
Die BG RCI hat sich der Präventionsstrategie VISION ZERO. Null Unfälle – gesund arbeiten! verschrieben. Diese strebt mittels geeigneter präventiver Maßnahmen eine Arbeitswelt an, in der niemand bei der Arbeit verletzt, getötet oder so schwer erkrankt, dass er lebenslange Schäden davonträgt.

## Geschichte
Am 29. Februar 2008 beschlossen die Vorstände der einzelnen Berufsgenossenschaften auf einer gemeinsamen Sitzung, den Vertreterversammlungen die Fusion zu empfehlen. Im Oktober 2008 unterzeichneten die Vertreter der einzelnen Fusionspartner den Fusionsvertrag.

## Zahlen und Fakten
Die BG RCI hat rund 37.000 Mitgliedsunternehmen, in denen ca. 1,7 Millionen Versicherte beschäftigt sind. Das Gesamtbudget der BG RCI beträgt ungefähr 1,2 Milliarden Euro.